# Löberitz
Löberitz ist eine Ortschaft in der Stadt Zörbig im Landkreis Anhalt-Bitterfeld (Sachsen-Anhalt).
Löberitz ist einer der 18 Orte, die gemeinsam die Stadt Zörbig bilden. Sie liegt im Süden Sachsen-Anhalts zwischen Bitterfeld und Köthen.

## Geografie
Bei Löberitz befindet sich die Quelle der Fuhne. Dieser Nebenfluss der Saale und der Mulde teilt sich nördlich von Zörbig und fließt in zwei Richtungen (Bifurkation).
Löberitz hat (2006) 1107 Einwohner. 1989 waren es noch 1220. Die Ortschaft liegt 3,5 km nordöstlich des Ortskerns von Zörbig. Zu ihr gehören die Ortsteile Löberitz, Rodigkau und Grötz.

## Politik
Seit dem 1. März 2004 ist der Ortschaftsrat der Gemeinderat.
Gemäß Gebietsänderungsvertrag ist Rolf Sonnenberger ab dem 1. März 2004 Bürgermeister der neuen Stadt Zörbig. In der Bürgermeisterwahl vom 24. April 2005 wurde er in seinem Amt bestätigt. Ortsbürgermeister ist Herr Andreas Daus.

## Geschichte
Löberitz, Rodigkau und Grötz gehörten bis 1815 zum kursächsischen Amt Zörbig. Durch die Beschlüsse des Wiener Kongresses kamen sie zu Preußen und wurden 1816 dem Landkreis Bitterfeld im Regierungsbezirk Merseburg der Provinz Sachsen zugeteilt, zu dem sie bis 1944 gehörten.
Am 1. März 2004 wurde die ehemalige Gemeinde Löberitz zusammen mit den ehemaligen Gemeinden Spören, Göttnitz, Salzfurtkapelle, Schrenz und Stumsdorf in die neue Einheitsgemeinde Stadt Zörbig eingegliedert.

## Infrastruktur

### Verkehr

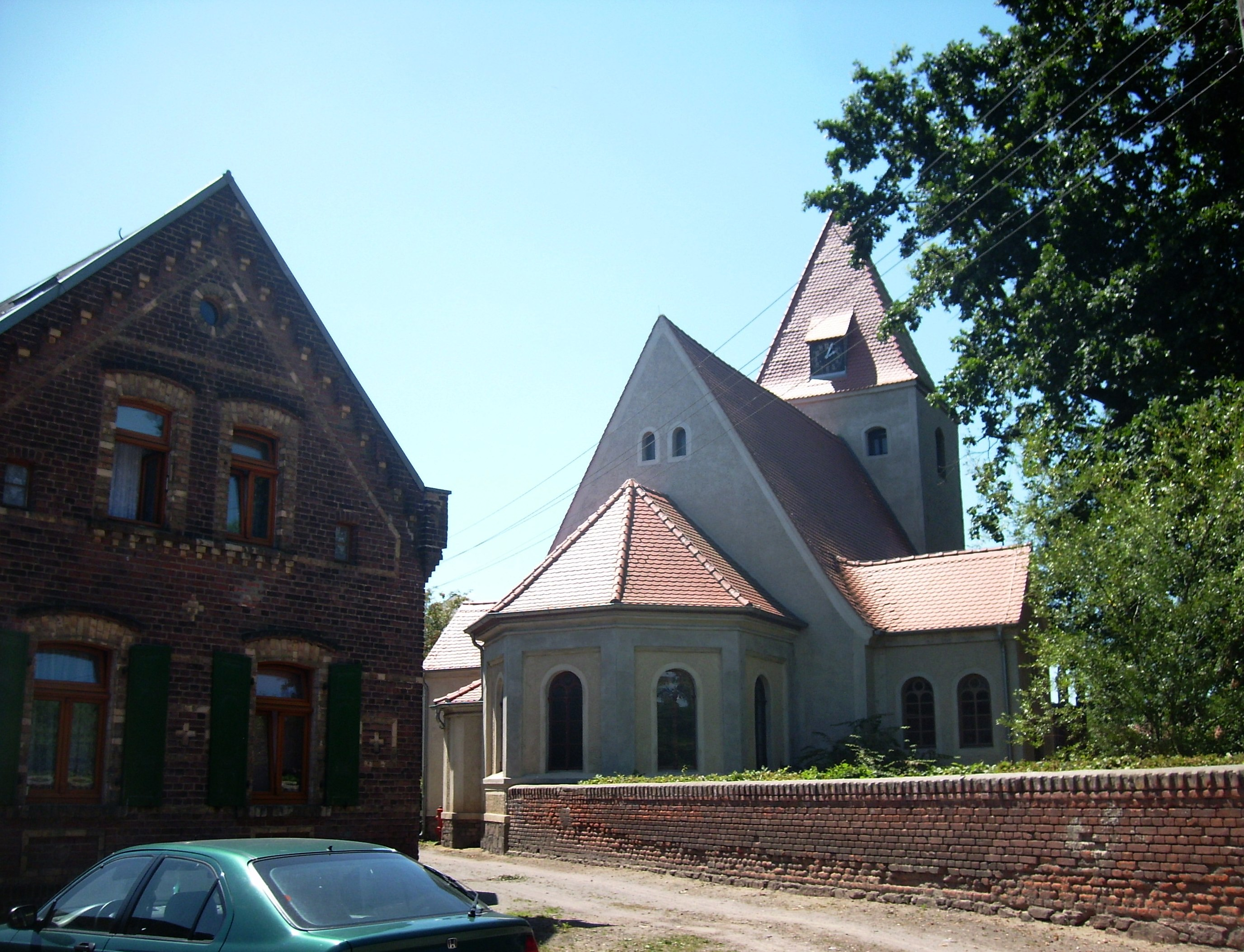
Kirche Löberitz

Löberitz liegt fernab des großen Verkehrs. Der Ort befindet sich 3 km westlich der Bundesautobahn 9 (Dessau – Weißenfels) und 3,5 km nördlich der Bundesstraße 183 (Bitterfeld – Köthen).

## Sehenswürdigkeiten
siehe auch Liste der Kulturdenkmale in Löberitz

### Kirche
Die St. Martin geweihte Löberitzer Kirche wurde im Jahr 1432 erbaut. Es ist ein einschiffiger gotischer Bruchsteinbau. Der spätgotische Taufstein aus dem Jahr 1576 ist ältester Zeuge dieser frühen Bauzeit. Erst 1599 wurde mit der Fertigstellung des Turmes aus Bruch- und Backsteinen begonnen. Dieser in westlicher Richtung vollendete Querturm erhielt 1602 sein bis heute typisches Zeltdach. 1601 wurde im Kircheninneren westlich eine zweigeschossige Empore eingebaut.
1963 und um die Jahrtausendwende (2000) wurden Renovierungen vorgenommen und 1989 Umbauten im Inneren der Kirche. Erhalten geblieben sind im Chorraum die schachbrettartig angeordneten Fußbodenfliesen.

### Museum
In Löberitz gibt es das in der Trägerschaft eines Vereins, der Schachgemeinschaft Löberitz von 1871, befindliche Schachmuseum Löberitz. Es wurde nach mehrjährigen Vorarbeiten am 1. Juni 2007 eröffnet.

### Gedenkstätte
Auf dem Ortsfriedhof befindet sich die Grabstätte eines unbekannten KZ-Häftlings, der im April 1945 Opfer eines Todesmarsches wurde.

### Sonstige Sehenswürdigkeiten
Unweit von Löberitz, allerdings noch auf Zörbiger Flur und nahe der alten Handelsstraße, welche von Zörbig in den Nordwesten führt, liegt der sagenumwobene Flinz oder Teufelsstein. Es handelt sich um einen eiszeitlichen Granitblock, der den Sorben, aber auch schon früher den Germanen als Kultstätte diente. Nach der Christianisierung soll er als Marienwallfahrtsort gedient haben.

### Veranstaltungen
Löberitzer Schachtage. Es ist die größte regionale Schachveranstaltung mit Volksfestcharakter und erinnert am letzten Juniwochenende eines jeden Jahres an die Vereinsgründung des ältesten Schachvereins in Sachsen-Anhalt im Jahre 1871 durch Friedrich Franz Ohme.

### Schach
Der 1871 gegründete und 1914 aufgelöste Löberitzer Schachclub war der älteste Schachverein des Landes Sachsen-Anhalt. 1874 bezeichnete Constantin Schwede, der Herausgeber der Deutschen Schachzeitung, Löberitz erstmals als „Schachdorf“. 1877 war der Löberitzer Schachclub in Leipzig einer der Gründungsvereine des Deutschen Schachbundes. Weiterhin gründete der damalige Löberitzer Schachclub am 8. Oktober 1882 zusammen mit den Schachvereinen aus Halle/Saale und Zörbig in Bettmanns Hotel/Zörbig den Saaleschachbund als Vorgänger des Landesschachverbandes von Sachsen-Anhalt.
Der heutige Verein Schachgemeinschaft 1871 Löberitz wurde 1983 gegründet und wurde 1996 mit der Plakette des Bundespräsidenten (Roman Herzog) ausgezeichnet.